# بلال زواني
بلال زواني  (و.1969 الجزائر) هو لاعب كرة قدم جزائري.

## روابط خارجية
- بلال زواني على موقع قاعدة بيانات كرة القدم.إي يو (الإنجليزية)
- بلال زواني على موقع ناشيونال فوتبول تيمز (الإنجليزية)